# كينان روبنسون
كينان روبنسون (بالإنجليزية: Keenan Robinson)‏ هو لاعب كرة قدم أمريكية أمريكي، ولد في 7 يوليو 1989 في أوماها في الولايات المتحدة.

## وصلات خارجية
- كينان روبنسون على موقع إي إس بي إن.كوم (أن.أف.أل)3
- كينان روبنسون على موقع مرجع كرة القدم المحترفة.كوم (الإنجليزية)